# Superstore
Superstore is een Amerikaanse komedieserie bedacht door Justin Spitzer. De serie werd voor het eerst uitgezonden op 30 november 2015 op NBC.

## Rolverdeling

### Hoofdrollen
- America Ferrera - Amelia "Amy" Sosa Dubanowski
- Ben Feldman - Jonah Simms
- Lauren Ash - Dina Fox
- Colton Dunn - Garrett McNeil
- Nico Santos - Mateo Fernando Aquino Liwanag
- Nichole Bloom - Cheyenne Thompson
- Mark McKinney - Glenn Sturgis

### Terugkerende rollen
- Johnny Pemberton - Bilbo "Bo" Derek Thompson
- Kaliko Kauahi - Sandra Kaluiokalani
- Josh Lawson - Tate Stasklewicz
- Linda Porter - Myrtle Vartanian
- Jon Barinholtz - Marcus White
- Isabella Day - Emma Dubanowski
- Ryan Gaul - Adam Dubanowski
- Jon Miyahara - Brett Kobashigawa
- Michael Bunin - Jeff Sutin
- Kelly Schumann - Justine Sikowicz
- Irene White - Carol
- Chris Grace - Jerry
- Kelly Stables - Kelly Watson
- Kerri Kenney-Silver - Jerusha Sturgis
- Dave Ferguson - Eugene
- Jennifer Irwin - Laurie
- Sean Whalen - Sal Kazlauskas